# コエビソウ
コエビソウ（小海老草、学名：Justicia brandegeeana）とは、メキシコ原産のキツネノマゴ科の植物。 (シノニム：Beloperone guttata) 。日本では道ばたの雑草としてごく普通なキツネノマゴ（Justicia procumbens）と同属である。
名前の由来は、花のつく穂が苞（ほう）に覆われていて、その形が小海老の尻尾に似ていることによる。花はその苞の間から顔を出す。別名のベロペロネは、旧分類時代の属名からで、語源はギリシャ神話に登場するベロスの矢とペロネの帯が由来であり、本種の雄蕊の形状が矢のように見えることに由来する。花期は春-晩秋。繁殖は実生も可能だが主に挿し木で行う。強風に煽られるなどして横倒しになった枝をそのまま放置しておくと、枝が地面に接している部分から発根し、取り木を行ったような状態になってしまうほどで、茎伏せや取り木も容易である。本来は常緑低木だが耐寒性が低いため本州で露地植えにすると冬には枯れ落ちてしまう。ただし、宿根状態になっているだけで、翌年新芽が芽吹くこともある。また再生しない場合も、実生で一年目から花が咲くので一年草のように楽しむことも可能である。木であるにもかかわらず和名が「木」ではなく「草」なのは、このような生態がまるで宿根草や一年草のように見えることと、一年で地上部が枯れる場合、地上部は常に一年目の枝（幹）のみとなるが、一年目の幹は表皮が緑色で草のようにも見えることからである。暖地では本来の常緑低木としての冬越しも可能であり、この場合は樹高２メートルほどまで成長する。一年で枯れる寒冷地の場合、実生苗のみだと樹高は 60 cm 程度、宿根状態になる場合でも 1 m ほどににしかならず、冬に地上部は全て枯れ落ちる。